# Teorie inteligentního designu
Teorie inteligentního designu (a architektury) se zabývá komplexní analýzou produktů v rámci tzv. řady šesti „e“ – estetikou, ergonomií, ekologií, ekonomikou, efektivností a etikou. Je postavena na předpokladu, že k optimálnímu vyvážení uvedených kvalit je možné dospět maximálním využitím všech devíti typů lidské inteligence (logické, jazykové, prostorové, zvukově-hudební, kinestetické, intrapersonální, interpersonální, ekosystémové a existenciální) v dobře kooperujícím realizačním týmu.

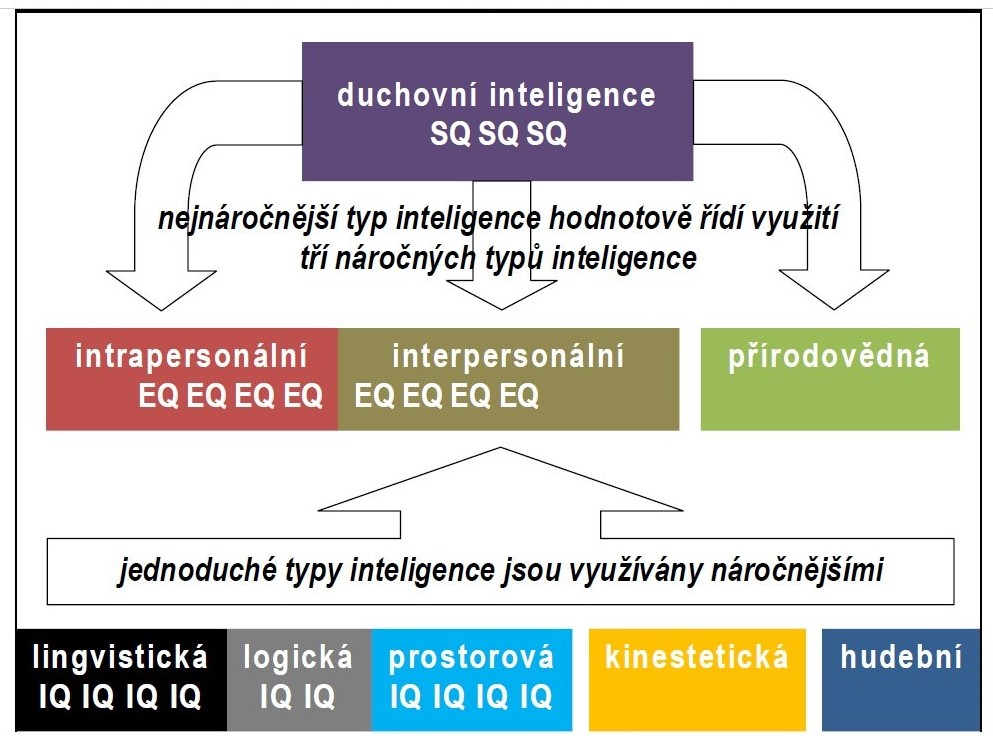
Někteří psychologové říkají jednotlivým hierarchiím „inteligenční módy“ a vysvětlují, že k optimálnímu užití práce nižších módů je jejich podřízení vyšším módům. Nejpřesvědčivější je příklad podřízení veškerého jednání existenciální/hodnotové inteligenci.

## Podmínky vzniku inteligentního designu

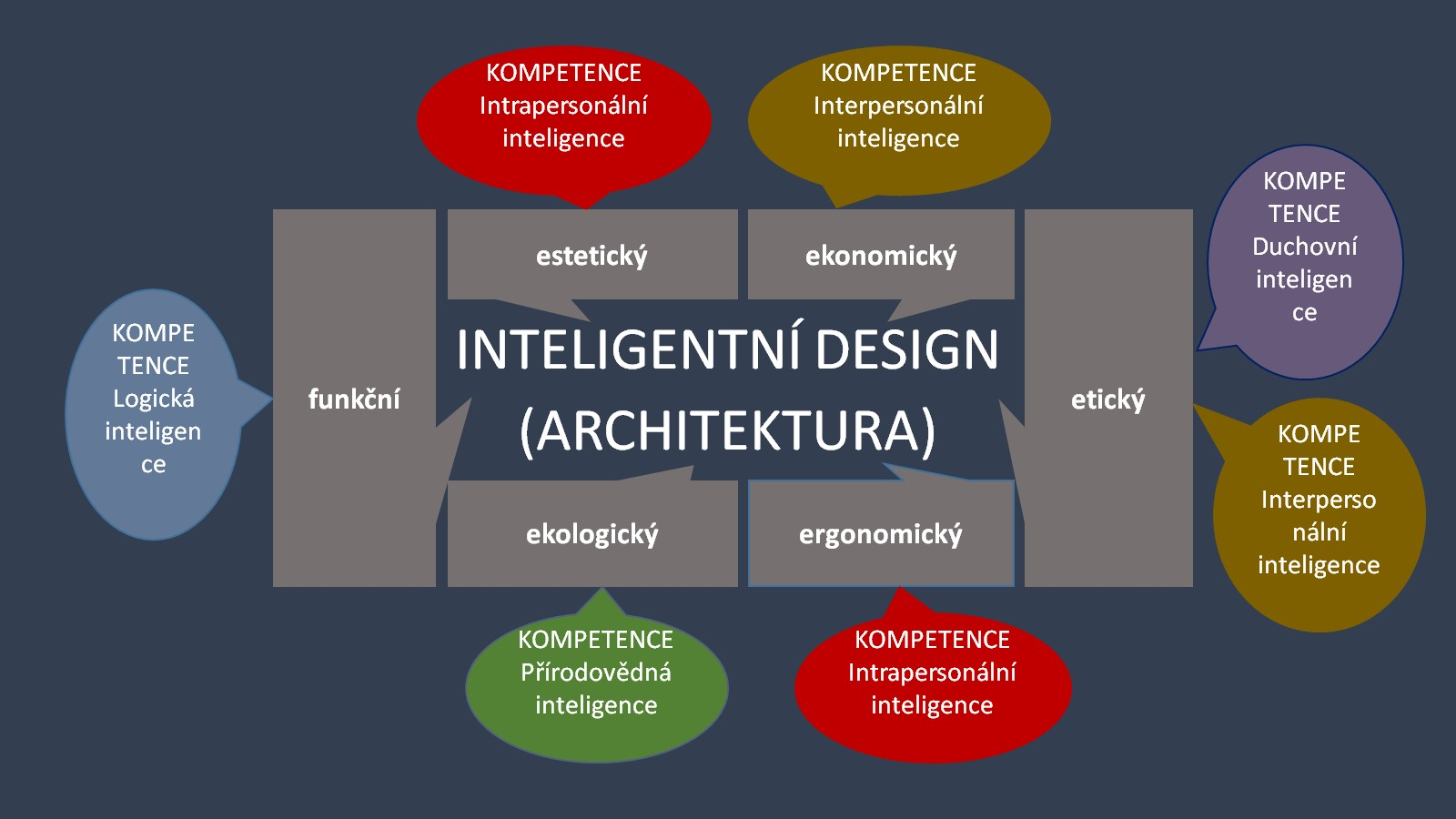
Příklady inteligenčních kompetencí pro zajištění jednotlivých kvalit produktu.

Shrňme stručně, co by při vyvážených kvalitách jednotlivých typů inteligence tvůrčího týmu (vyvážené kvality jedince nejsou příliš reálné) měly jeho produkty – inteligentní design nebo architektura splňovat. V případě obsluhy i vnímání funkcí by měla být dodržena logika včetně prostorové. Při zapojení jazykové komunikace by mělo být dosaženo bohatého a výstižného řešení, ale tak, aby bylo v případě potřeby sdílné i pro uživatele s nižší jazykovou inteligencí. Pohybové užití by mělo vycházet z bohatého spektra kinetiky lidského těla, ale současně umožňovat přijatelnou interakci i méně pohybově nadaným osobám. Také zvukové kvality by měly vycházet z bohatého spektra lidského vnímání a současně být přijatelné pro v tomto směru méně vyvinuté jedince. Ve vyšší kvalitativní rovině by inteligentní produkt měl celkově vycházet z kvalit a potřeb organismu člověka, společnosti i přírody. Tyto předpoklady by měly být dodržovány ve vyvážené potřebě harmonické současnosti i vývoje jedince, komunity i celé planety. Jde o požadavky sice známé, ale často nesnadno realizovatelné bez znalosti úlohy jednotlivých schopností člověka.

Inteligentní produkt v 9 bodech:
1. Užívá-li produkt slovní komunikaci, je optimálně sdílná, případně komunikuje i náročnější obsahy.
2. Respektuje potřebné logické vazby vnitřní i vnější.
3. Optimální prostorové i další vizuální řešení, v případě potřeby vizuálně komunikuje i náročnější obsahy.
4. Optimální zvukové řešení, v případě potřeby i hudební.
5. Produkt je buď výsledkem kvalitní kinestetiky, případně takovou umožňuje a podporuje.
6. Produkt odpovídá celkovým potřebám lidského organismu.
7. Produkt odpovídá harmonizačním potřebám společnosti.
8. Vznik a užití produktu nenarušuje vyváženost ekosystému.
9. Produkt vznikl etickým způsobem a umožňuje etické užití, případně podporuje hlubší vztah k životu. 

## Praktické příklady inteligentního designu
- umožňují nebo dokonce podněcují různorodý pohyb s dostatečnou fyzickou zátěží (pro podněcování jsou k dispozici organizační a komunikační metody)
- podporují užívání jemné motoriky mj. ručního psaní
- respektují rozměrovou přijatelnost pro různé velikosti postavy
- umožňují dynamické sezení i v ekonomicky úsporných řešeních
- respektují hranice psychických prostorových zón jedince a potřebu pocitu bezpečí
- nevynucují vynaložení extrémní síly v nepřirozených polohách
- umožňují přirozené formy komunikace
- umožňují snadný přístup k rozhodujícím informacím
- používají čitelné a srozumitelné formy komunikace
- kvalitou včetně unifikace softwarových ovladačů nenutí uživatele stále měnit zvyklosti
- u softwaru grafický design zajišťuje jeho přizpůsobení méně schopným uživatelům
- umožňují přirozenou mentální zátěž a omezují nepřirozenou
- umožňují hmatový, zrakový ad. kontakt s přirozenými materiály
- umožňují nezkreslený zrakový kontakt s venkovním prostředím, zejména s rostlinnou zelení
- umožňují snadný přístup do venkovního prostředí, či alespoň dílčí kontakt otevřeným oknem
- podporují udržení a posilování vlastní schopnosti termoregulace těla
- umožňují individuální volbu přiměřeně hygienického užití ve vztahu k infekcím
- nezatěžují prostředí zvukovým, světelným nebo informačním smogem
- umožňují využití přirozeného světla ve dne a kvalitního umělého světla mimo den
- respektují přirozené biorytmy člověka a přírody
- možností individualizace vytvářejí prostor pro fyzickou a zejména psychickou odlišnost různých typů lidí
- směřují k energetické a materiálové šetrnosti
- jsou projektovány pro dlouhou životnost umožněnou mj. i průběžnou levnou údržbou
- nemají vlastnosti povrchního ani skutečného luxusu
- v případě obalů potravin design umožňuje dostatečnou vizuální kontrolu kvality a množství obsahu
- při úpravě potravin design podporuje udržení výživné kvality
- v odívání jejich design podporuje přirozené potřeby těla z hlediska vzdušnosti, termoregulace, ochrany ad.
- nezatěžuje prostředí chemicky či nepřirozeným zářením
- organizačně a informačně aj. podporují ohleduplnost v sociální interakci
- svým vnějším vzhledem usnadňují pochopení vnitřních funkcí
- posilují nezávislost na energeticky příliš závislých technologiích